# Centre de documentation juive contemporaine
Le Centre de documentation juive contemporaine (CDJC) était une organisation française créée par Isaac Schneersohn durant la Seconde Guerre mondiale. Elle avait pour but de collecter et préserver les preuves des exactions nazies envers la communauté juive lors de cette période, en vue du devoir de mémoire ainsi que des procès contre d'anciens criminels de guerre ou pour la restitution de biens spoliés.
Le CDJC a été fusionné avec le Mémorial du martyr juif inconnu pour fonder le Mémorial de la Shoah, qui a ouvert ses portes le 27 janvier 2005.

## Création
Isaac Schneersohn fonde le Centre à Grenoble en avril 1943. Léon Poliakov, Joseph Billig ou Lucien Steinberg participent à l'organisation. À la réunion de fondation dans son appartement rue Bizanet, se retrouve la plupart des organisations juives de l'époque comme l'UGIF, l'OSE, l'ORT. Il semble que l'objectif de départ n'était pas d'écrire l'histoire des persécutions subies par les Juifs mais de préparer leur réintégration dans la société française après-guerre. Des documents comme la liste des biens aryanisés sont rassemblés. À la fin de la guerre, Isaac Schneersohn charge Léon Poliakov de récupérer les archives allemandes en France que ceux-ci ont abandonnées en fuyant Paris. Ce dernier, muni d'une lettre de recommandation d'un ancien ministre de la IIIe République, peut récupérer une caisse de bois contenant les archives SS en France,.
Les archives du CDJC sont rapidement enrichies. Ainsi en 1947, elles sont composées entre autres de celles de la Gestapo, des services d'Otto Abetz à l'ambassade d'Allemagne, du gouvernement de Vichy, de l'état-major allemand, du commissariat aux questions juives... On trouve aussi 75 000 fiches où sont recensés les biens volés aux Juifs. Ce fonds documentaire très riche a permis l'établissement de dossiers individuels pour des pensions dans le cadre de la politique de réparation de l'Allemagne. Il a aussi servi au procès Eichmann à Jérusalem et à celui de Klaus Barbie en France.

## Participation au procès de Nuremberg
Le Centre remet à Edgar Faure, peu avant le début du procès de Nuremberg, et « à titre de confiance tout à fait personnelle », un ensemble de documents issus des archives SS en France. Faure, après examen des documents, conclut : « C'était la mécanique de la criminalité d'État qui se photographiait sur un certain nombre de pièces décisives permettant de saisir la complicité à tous les niveaux et dans tous les rameaux de cette arborescence ». Léon Poliakov assiste Edgar Faure en tant qu'expert lors de ce procès.

## Travail du CDJC
Le CDJC effectue dès le début un véritable travail historique grâce à des chercheurs travaillant pour le centre comme Poliakov ou Billig. Georges Wellers y travaille de façon bénévole, édite des livres et une revue dès 1945. Le travail du centre est réparti dans plusieurs commissions (justice, camps…). La commission des camps établit une chronologie minutieuse du sort des Juifs dans les camps français.

## Localisation
En 1945, le siège du centre est 10, rue Marbeuf dans le 8e arrondissement de Paris, et le secrétariat général, 9, rue Notre-Dame-des-Victoires dans le 2e arrondissement. Le Centre est depuis 1997 partie intégrante du Mémorial de la Shoah (situé à Paris), à la suite de la fusion entre le Centre et le Mémorial du martyr juif inconnu, fondé en 1956.

## Publications
Liste partielle des publications du Centre.
1945
- Raymond Sarraute et Jacques Rabinovitch, Examen succinct de la situation actuelle juridique des Juifs, Paris, Éditions du Centre, 1945, 32 p..
- Les Juifs sous l'Occupation. Recueil des textes français et allemands (1940-1944) (préf. Raymond Sarraute, Paul Tager et Isaac Schneersohn), Paris et Grenoble, Éditions du Centre, 1945, 192 p..
- La Condition des Juifs en France sous l'occupation allemande (1940-1944). La législation raciale (préf. Isaac Schneersohn et Justin Godart), Paris et Grenoble, Éditions du Centre, 1945, 260 p..

1947
- La persécution des Juifs en France et dans les autres pays de l’Ouest présentée par la France à Nuremberg (dir. Henri Monneray, substitut au Tribunal militaire international, préf. René Cassin, introd. Edgar Faure, procureur général adjoint au Tribunal militaire international), Éditions du Centre, 1947.

1949
- Léon Poliakov (préf. Isaac Schneersohn), L'étoile jaune, Paris, Éditions du Centre, 1949, 100 p..

1950
- Joseph Billig, L'Allemagne et le génocide, Éditions du Centre, 1950.

1974
- Joseph Billig, L'Institut d'étude des questions juives officine française des autorités nazies en France : Inventaire commenté de la collection de documents provenant des archives de l'Institut conservés au C.D.J.C., Éditions du Centre, 1974.